# Domitilla
A Domitilla a latin eredetű olasz női névnek, a Domitiának az olasz beceneve.  Férfi párja: Domicián.

## Rokon nevek
- Domicella:[1] a Domitia beceneve.[3]
- Domiciána:[1] a Domicián férfinév női párja.

## Gyakorisága
Az 1990-es években a Domitilla, a Domicella és Domiciána szórványos név, a 2000-es években nem szerepelnek a 100 leggyakoribb női név között.

## Névnapok
Domitilla, Domicella, Domiciána
- május 12.,[2][3]